# Liste der Monuments historiques in Yvias
Die Liste der Monuments historiques in Yvias führt die Monuments historiques in der französischen Gemeinde Yvias auf.

## Liste der Bauwerke
| Bezeichnung                  | Beschreibung | Standort             | Kennzeichnung | Schutzstatus | Datum | Bild |
| ---------------------------- | ------------ | -------------------- | ------------- | ------------ | ----- | ---- |
| Tumulus von La Tossen Ar Run | Neolithikum  | Tossen ar Run (Lage) | PA00089752    | Classé       | 1959  |      |

## Liste der Objekte
- Monuments historiques (Objekte) in Yvias in der Base Palissy des französischen Kultusministeriums